# Multiple-Image Network Graphics
Multiple-image Network Graphics (Akronym MNG /mɪŋ/, engl. Netzwerkgrafiken mit mehreren Bildern) ist ein offenes Grafikformat zur Beschreibung animierter Bilddateien.
MNG ist eng verwandt mit dem PNG-Grafikformat.

## Geschichte
Als die Entwicklung des PNG-Formates Anfang 1995 begann, wurde entschieden, keine Unterstützung für Animationen einzubauen – nicht zuletzt weil dieses Merkmal des GIF-Formates damals nur wenig benutzt wurde.
Dennoch wurde bald begonnen, MNG als animationsunterstützende Variante von PNG zu entwickeln.
Version 1.0 der MNG-Spezifikation wurde am 31. Januar 2001 veröffentlicht. MNG ist jedoch keine W3C-Empfehlung oder ISO-Norm wie PNG.

## Dateistruktur
Die Struktur von MNG-Dateien ist grundsätzlich die gleiche wie die von PNG-Dateien. Sie unterscheiden sich nur in der leicht unterschiedlichen Signatur (8A 4D 4E 47 0D 0A 1A 0A in Hexadezimal) und der Verwendung einer weit größeren Auswahl an Einheiten, um all die Animationsmöglichkeiten zu unterstützen, die das Format bereitstellt. Bilder, die in der Animation benutzt werden sollen, werden in der MNG-Datei als gekapselte PNG- oder JNG-Bilder gespeichert; damit sind auch Alpha-Transparenz und verlustbehaftete Kompression möglich.
Zwei MNG-Versionen mit reduzierter Komplexität sind auch definiert: MNG-LC ('low complexity', etwa: geringe Komplexität) und MNG-VLC ('very low complexity', etwa: sehr geringe Komplexität). Das erlaubt Programmen, einige Features des MNG-Standards zu benutzen, ohne die komplette MNG-Spezifikation zu implementieren.
MNG hat keinen registrierten MIME-Typ, aber video/x-mng kann verwendet werden.

## Unterstützung
Die Entwickler des MNG-Formates hofften, dass MNG beginnen würde, GIF für animierte Bilder im World Wide Web zu ersetzen, wie es PNG bereits teilweise für nicht animierte Bilder getan hat. Dazu kam es jedoch nicht, und die verbreiteten Webbrowser, die zeitweise MNG-Unterstützung boten, haben diese inzwischen wieder entfernt. Ein Hauptgrund hierfür war die Größe des MNG-Decoders, der alleine soviel Platz beanspruchte wie alle anderen Image Decoder zusammen.
Internet Explorer und Apple Safari unterstützten die Darstellung von MNG-Dateien nie. Aus der Mozilla Application Suite wurde die MNG-Unterstützung in der Version 1.5a entfernt, und alle kommenden Versionen scheinen die Unterstützung trotz Beschwerden der Community nicht wieder zu beinhalten. Netscape Navigator unterstützte MNG in den Versionen 6.0, 6.01 und 7.0, da diese Versionen auf Mozilla aufbauten. Ein inoffizielles Plugin kann verwendet werden, um Unterstützung in Mozilla Firefox zu integrieren. Konqueror bot in der Vergangenheit Unterstützung für MNG, diese wurde jedoch entfernt. Keiner der meistverwendeten Webbrowser unterstützt das MNG-Format von sich aus.
Die Websites großer Firmen setzen bei Animationen stattdessen auf HTML5, da durch die Tonübertragung auch Filmformate ersetzt werden können. In der Vergangenheit wurde hier oft Adobe Flash eingesetzt, die meisten Website haben jedoch auf alternative Formate gewechselt.
Statt MNG wird allerdings die alternative PNG-Implementierung APNG mittlerweile von allen modernen Browsern (außer des Internet Explorer) unterstützt. Diese ermöglicht es, Bilder und Animationen in einem Format zu speichern, behält die Dateiendung .png bei und ist zudem abwärtskompatibel. Unterstützt eine Software keine Animationen, wird stattdessen der erste Frame angezeigt.